# 무선조종 항공기

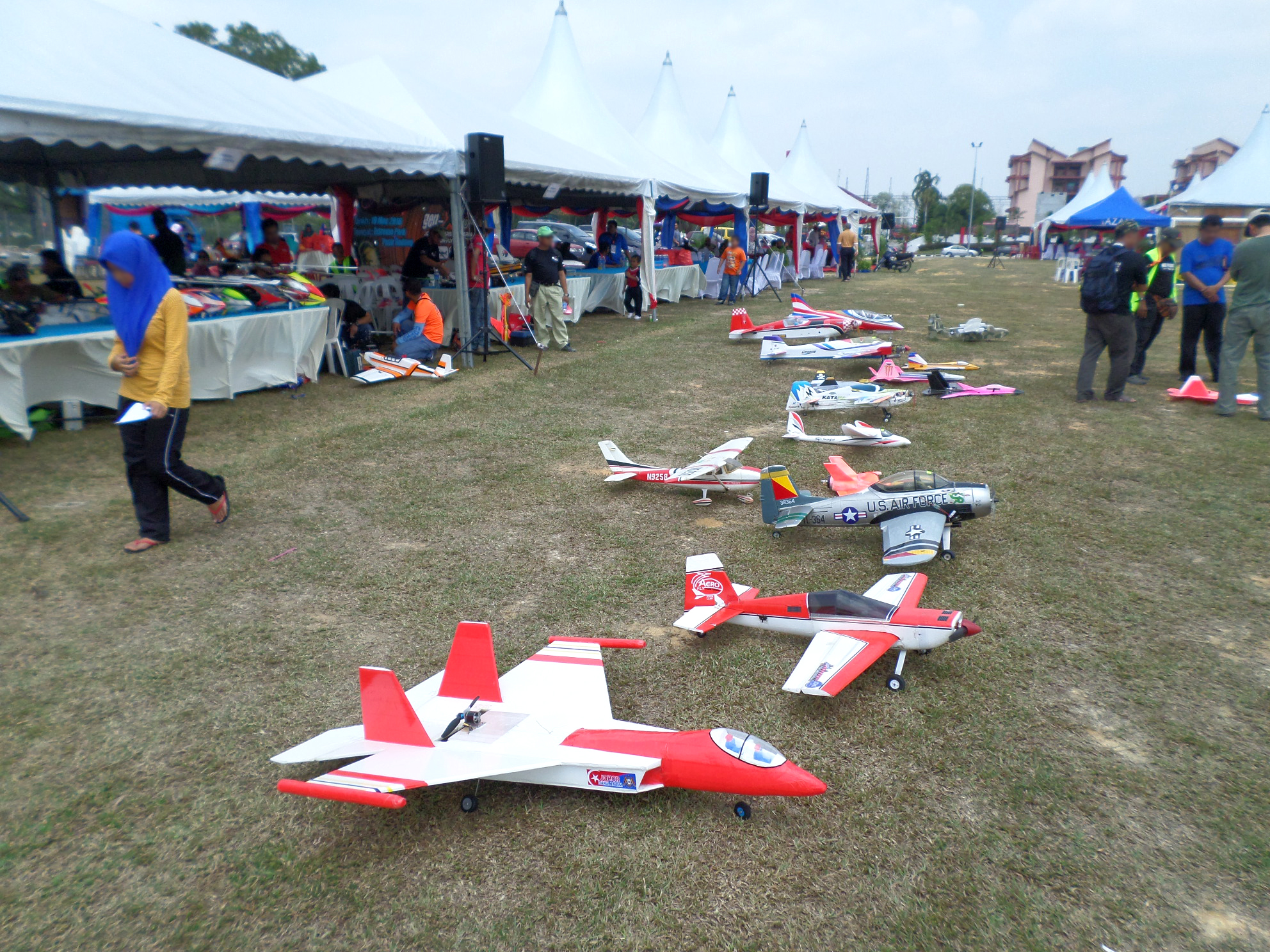
무선조종 항공기

무선조종 항공기(無線操縱航空機)는 무선조종 방식으로 원격 조작되는 모형 항공기를 가리킨다.